# 松根良太
松根 良太（まつね りょうた、1982年3月17日 - ）は、日本の男性総合格闘家。沖縄県中頭郡出身。THE BLACKBELT JAPAN代表。元修斗世界バンタム級王者。

## 来歴
2000年9月10日、第7回全日本アマチュア修斗選手権大会フェザー級（-60kg）で優勝。
2000年10月9日、修斗でプロデビュー。
2003年5月4日、修斗フェザー級サバイバー・トーナメント決勝で今泉堅太郎と再戦し、2-0の判定勝ちで雪辱を果たし、王座挑戦権を獲得した。
2003年8月10日、修斗世界フェザー級（-60kg）タイトルマッチで王者大石真丈に挑戦し、2-0の判定勝ち。史上2番目の若さで修斗世界王座獲得に成功した。
2004年11月12日、修斗世界フェザー級タイトルマッチで挑戦者の今泉堅太郎と対戦し、2-1の判定勝ちで王座の初防衛に成功。この試合で右膝を負傷した。
2005年12月15日、今泉戦で負傷した右膝が完治せず、王座を返上した。
2006年7月21日、1年8か月ぶりの復帰戦で水垣偉弥と対戦し、0-1の判定ドロー。
2006年10月14日、修斗でダーヴィド・レイエナスと対戦し、スリーパーホールドで一本勝ち。
2007年7月15日、修斗世界フェザー級チャンピオンシップで王者外薗晶敏と対戦予定であったが、自身の右上腕二頭筋長頭腱断裂および左肋骨骨折により欠場、試合は消滅した。
2010年5月30日、3年7か月ぶりの復帰戦となった修斗で佐藤ルミナと対戦し、右膝蹴りでダウンを奪われるとパウンドで追撃されKO負け。

## 戦績

### プロ総合格闘技
| 総合格闘技 戦績 | 総合格闘技 戦績 | 総合格闘技 戦績 | 総合格闘技 戦績 | 総合格闘技 戦績 | 総合格闘技 戦績 | 総合格闘技 戦績 |
| --------------- | --------------- | --------------- | --------------- | --------------- | --------------- | --------------- |
| 19 試合         | (T)KO           | 一本            | 判定            | その他          | 引き分け        | 無効試合        |
| 16 勝           | 1               | 3               | 12              | 0               | 1               | 0               |
| 2 敗            | 1               | 0               | 1               | 0               | 1               | 0               |

| 勝敗 | 対戦相手               | 試合結果                        | 大会名                                                                   | 開催年月日     |
| ○    | カナ・ハヤット         | 1R 3:31 腕ひしぎ十字固め        | VTJ in OKINAWA                                                           | 2015年10月3日  |
| ×    | 佐藤ルミナ             | 2R 0:21 KO（右膝蹴り→パウンド） | 修斗 The Way of SHOOTO 03 〜Like a Tiger, Like a Dragon〜                | 2010年5月30日  |
| ○    | ダーヴィド・レイエナス | 1R 4:09 スリーパーホールド      | 修斗                                                                     | 2006年10月14日 |
| △    | 水垣偉弥               | 5分3R終了 判定0-1               | 修斗                                                                     | 2006年7月21日  |
| ○    | 今泉堅太郎             | 5分3R終了 判定2-1               | 修斗 WANNA SHOOTO 2004 【修斗世界フェザー級チャンピオンシップ】          | 2004年11月12日 |
| ○    | ダニエル・リマ         | 5分3R終了 判定3-0               | 修斗 SHOOTO JUNKIE is BACK!                                              | 2004年6月27日  |
| ○    | 大石真丈               | 5分3R終了 判定2-0               | 修斗 世界三大チャンピオンシップ 【修斗世界フェザー級チャンピオンシップ】 | 2003年8月10日  |
| ○    | 今泉堅太郎             | 5分3R終了 判定2-0               | 修斗 【フェザー級サバイバー・トーナメント 決勝】                         | 2003年5月4日   |
| ○    | 野中公人               | 5分3R終了 判定2-0               | 修斗 【フェザー級サバイバー・トーナメント 準決勝】                       | 2003年2月23日  |
| ○    | 村田一着               | 5分3R終了 判定3-0               | 修斗 SHOOTO GIG EAST 11                                                  | 2002年9月25日  |
| ○    | リンカーン・テイラー   | 1R終了時 TKO（タオル投入）      | SuperBrawl 23                                                            | 2002年3月9日   |
| ○    | 高橋大児               | 5分2R終了 判定3-0               | 修斗                                                                     | 2002年1月12日  |
| ○    | 高橋大児               | 5分2R終了 判定2-0               | 修斗 SHOOTO GIG EAST 2001-06                                             | 2001年10月23日 |
| ○    | 梅村寛                 | 5分2R終了 判定3-0               | 修斗 SHOOTO GIG EAST 2001-05                                             | 2001年8月15日  |
| ×    | 今泉堅太郎             | 5分2R終了 判定0-3               | 修斗 SHOOTO GIG EAST Vol.3                                               | 2001年6月14日  |
| ○    | HIRO                   | 5分2R終了 判定3-0               | 修斗 SHOOTO GIG EAST Vol.1                                               | 2001年4月28日  |
| ○    | 楳沢智治               | 2R 2:41 アンクルホールド        | 修斗 SHOOTO TO THE TOP                                                   | 2001年3月21日  |
| ○    | のぶゆき               | 5分2R終了 判定3-0               | 修斗 SHOOTO TO THE TOP                                                   | 2001年1月19日  |
| ○    | 赤崎勝久               | 5分2R終了 判定3-0               | 修斗 R.E.A.D.                                                            | 2000年10月9日  |

### アマチュア総合格闘技
| 勝敗 | 対戦相手 | 試合結果                | 大会名                                                    | 開催年月日    |
| ○    | 加藤進之 | 3分2R終了 ポイント47-35 | 第7回全日本アマチュア修斗選手権大会 【フェザー級 決勝】   | 2000年9月10日 |
| ○    | 楳沢智治 | 1R 2:11 ヒールホールド  | 第7回全日本アマチュア修斗選手権大会 【フェザー級 準決勝】 | 2000年9月10日 |
| ○    | 谷本直樹 | 4分1R終了 ポイント26-20 | 第7回全日本アマチュア修斗選手権大会 【フェザー級 2回戦】  | 2000年9月10日 |
| ○    | 安藤靖   | 4分1R終了 ポイント24-20 | 第7回全日本アマチュア修斗選手権大会 【フェザー級 1回戦】  | 2000年9月10日 |

## 獲得タイトル
- 第7回全日本アマチュア修斗選手権大会 フェザー級 優勝（2000年）
- 修斗フェザー級サバイバー・トーナメント 優勝（2003年）
- 第3代修斗世界フェザー級王座（2003年）